# Aage Hammeken
Aage Knud Hendrik Hammeken (* 31. Dezember 1934 in Aappilattoq; † 1986) war ein grönländischer Politiker (Siumut).

## Leben
Aage Hammeken war der Sohn des Udstedsverwalters Kristian Johannes Hans Hammeken (1889–?) und seiner Frau Bolethe Benedikte Dorthe Berthelsen (1898–?). Über seine Mutter war er ein Urenkel von Rasmus Berthelsen (1827–1901). Aage Hammeken heiratete am 26. Dezember 1956 die spätere Politikerin Ane Sofie Guldager (1939–2012).
Aage Hammeken arbeitete als Schulinspektor. 1975 wurde er zum Bürgermeister der Gemeinde Ittoqqortoormiit gewählt. Bei der Parlamentswahl 1979 wurde er ins erste Inatsisartut gewählt und 1983 wiedergewählt. 1984 verlor er den Parlamentssitz an Andreas Sanimuínaĸ. Er starb 1986 im Alter von 51 Jahren.